# Serjania decemstriata
Serjania decemstriata är en kinesträdsväxtart som beskrevs av Ludwig Radlkofer. Serjania decemstriata ingår i släktet Serjania och familjen kinesträdsväxter. Inga underarter finns listade i Catalogue of Life.